# Kostel Saint-Étienne-des-Grès
Kostel Saint-Étienne-des-Grès je zaniklý farní kostel v Paříži zasvěcený svatému Štěpánu. Nacházel se na rohu ulic Rue Saint-Jacques a Rue Saint-Étienne-des-Grès (dnešní Rue Cujas) v 5. obvodu.

## Historie
Jednalo se o jeden z nejstarších pařížských kostelů. Podle tradice je jeho založení připisováno svatému Divišovi a proto byl kostel druhým zastavením na tzv. Svatodivišské poutní cestě. Nejstarší svědectví o kostele přinášejí anály ze Saint-Bertin, které v roce 857 zmiňují kostel Saint-Étienne umístěný mimo městské hradby.
Přídomek Grès se poprvé objevuje v listině z roku 1219 nejspíše pro odlišení od kostela Saint-Étienne-du-Mont, který byl v té době založen. Tento výraz vznikl ze slova degrés (schody), po kterých se muselo vystoupat ke kostelu od ulice Rue Saint-Jacques.
Kostel v 11. století daroval francouzský král Jindřich I. pařížskému biskupovi, který zde umístil kapitulu. Tím byl kostel pod přímou ochranou katedrály Notre-Dame a stal se jedním z tzv. čtyř dcer Notre-Dame, tj. kostelů, jejichž faráři asistovali biskupovi při hlavních mších na Vánoce, Velikonoce a Nanebevzetí Panny Marie. Kapitula obsahovala 12 obročí určených kanovníkům z Notre-Dame.
Kostel byl uzavřen za Velké francouzské revoluce 12. července 1790 a zbořen roku 1792. Několik pozůstatků jeho vnějších zdí a jeho opěrné pilíře zůstaly až do rozšíření právnické fakulty v roce 1876.
V kostele byla uchovávána socha Panny Marie (Notre-Dame de Bonne-Délivrance). Tato socha ze 14. století byla předmětem zvláštní úcty, především během náboženských válek, kdy byla vzývána k vítězství nad heretiky. V roce 1533 bylo založeno bratrstvo dobročinné lásky Notre-Dame de Bonne-Délivrance. Díky odpustkům Svatého stolce získalo téměř 12 000 členů včetně Ludvíka XIII. a Anny Rakouské, kteří se zapsali v roce 1622. Tento úspěch vedl k neshodám mezi kanovníky kostela a členy bratrstva. To bylo rozpuštěno pařížským parlamentem v roce 1737, ale roku 1774 bylo opět obnoveno. František Saleský se k soše chodil modlit a proto byla v kostele roku 1692 zřízena kaple sv. Františka Saleského.
Socha Panny Marie se dnes nachází v klášteře Sester sv. Tomáše z Villeneuve v Neuilly-sur-Seine.